# 岡麓
岡 麓（おか ふもと、1877年（明治10年）3月3日 - 1951年（昭和26年）9月7日）は、歌人、書家。東京府本郷区湯島生まれ。本名・三郎。書号・三谷（さんこく）、俳号・傘谷（さんこく）。

## 経歴
徳川幕府奥医師の家系に生まれる。岡櫟仙院は祖父。東京府立一中（現東京都立日比谷高等学校）中退後、木村正辞が校長、落合直文などが教授を務めていた私塾大八洲学校に通う。ついで宝田通文に和歌と古典を、多田親愛に書を学んだ。かなりの箱入り息子であったらしく、17歳のとき香取秀真に一緒に国学を勉強にしに行こうと誘われたところ、「交際するのはこれまで自宅を訪問した人だけだった。こうして自分から訪うのは初めてだ」と答えたという。また、津田青楓には「岡さんは財産を蕩尽して成った芸」と評されている。
伊藤左千夫と知り合ったことをきっかけに、1899年（明治32年）正岡子規に入門し、根岸短歌会の創設に参加。1903年（明治36年）「馬酔木」編集同人となる。長塚節、斎藤茂吉、島木赤彦らと知り合い、1916年（大正5年）より『アララギ』に歌を発表。1926年（大正15年）、処女歌集『庭苔』を刊行。
1945年（昭和20年）、『アララギ』の歌友を頼って長野県安曇野に疎開。戦後1948年（昭和23年）日本芸術院会員に、1951年正月には歌会始召人となったが、帰京はせず同地で亡くなった。

## 著書
- 庭苔 古今書院 1926年（アララギ叢書）
- 朝雲 岩波書店 1936年（アララギ叢書）
- 小笹生 岩波書店 1937年（アララギ叢書）
- 新選岡麓集 新潮社 1940年（新潮文庫）
- 入信歌稿 第1編 涌井 白玉書房 1948年
- 入信歌稿 第2編 冬空 要書房 1950年
- 岡麓全歌集 中央公論社 1952年
- 宿墨詠草 白玉書房 1957年
- 正岡子規 白玉書房 1963年
- 岡麓著作集 全7巻 白玉書房 1966年-1972年。中野久雄筆談ほか
- 土大根 信濃歌稿 柳沢書苑 1970年
- 岡麓遺墨集 明治書院 1996年

校注
- 入木道三部集 附・本朝能書伝（校注）岩波文庫 1931年